# Паради, Элиссон
Элиссон Паради (фр. Alysson Paradis; род. 29 мая 1984, Франция) — французская актриса. Младшая сестра Ванессы Паради, племянница Дидье Пейна и тётя модели и актрисы Лили-Роуз Депп.
Её дебют в кино состоялся в 2004 году в фильме Родольфа Маркони «Последний день». В 2012 году она получила главную роль в телесериале QI для канала OCS Max. В 2017 году она сыграла главную роль Фабьен в постановке «Рекомпенсации» Жеральда Сиблейраса.
С 2014 года Паради состоит в отношениях с французским актёром Гийомом Гуи. В сентябре 2015 года у пары родился первый ребёнок сын и августе 2022 года родился второй.

## Фильмография
| Год  |   | Русское название       | Оригинальное название     | Роль      |
| ---- | - | ---------------------- | ------------------------- | --------- |
| 2004 | ф | Последний день         | Le dernier jour           | Алис      |
| 2007 | ф | Месть нерождённому     | À l'intérieur             | Сара      |
| 2009 | ф | Детство Икара          | L'enfance d'Icare         | Элис Карр |
| 2010 | ф | Телма, Луиза и Шанталь | Thelma, Louise et Chantal | Элиза     |
| 2010 | ф | Кисло-сладкая симфония | Bittersweet Symphony      | Романа    |
| 2010 | ф | Кемпинг 2              | Camping 2                 | Сандра    |
| 2021 | ф | Поэтому мы танцуем     | Alors on danse            | Софи      |

## Театр
- 2014: Никуда вовремя (Nulle part à l’heure) — постановка Александры Сисмоди, режиссёр Александра Сисмоди, театр Ciné 13 Théâtre
- 2017: Награда (La Récompense) — пьеса Жерара Сиблейраса, режиссёр Бернард Мюрат, театр Эдуарда VII
- 2019: О, мама (Oh maman) — пьеса Стефана Герена, режиссёр Элен Зиди, фестиваль Off d’Avignon
- 2023: Пальто Янис (Le Manteau de Janis) — пьеса Алена Тёлие, режиссёры Филипп Лелиевр и Дельфина Пьяр, театр Le Petit Montparnasse
- 2024: Трамвай «Желание» (Un tramway nommé Désir) — пьеса Теннесси Уильямса, режиссёр Полин Сюзини, театр Буфф-Паризьен

### Награды
- Номинация на театральную премию «Мольер[англ.]» 2024: в номинации «Лучшая женская роль второго плана» Трамвай «Желание» (Un tramway nommé Désir).

## Другие занятия
- В 2005 году, в рамках 58-го Фестиваля в Каннах, Алиссон проводит интервью в качестве журналиста для журнала Star Mag, который транслируется на кабельном канале TPS Star.
- В 2006 году, она становится председателем жюри студентов на 17-м Фестивале приключенческого кино в Валансьене.
- Она комментирует документальный фильм о животных: «Бобр, сила природы». Продолжительность 56 минут.